# Wolfgang Robert Griepenkerl
Wolfgang Robert Griepenkerl, född den 4 maj 1810 i kantonen Bern, död den 16 oktober 1868 i Braunschweig, var en tysk författare. Han var son till Friedrich Konrad Griepenkerl.
Griepenkerl var en orolig, revolterande ande, en efterföljare till Grabbe. Bland hans arbeten märks novellen Das Musikfest oder die Beethovener (1838; 2:a upplagan 1841), det litteraturhistoriska Der Kunstgenius der deutschen Literatur im letzten Jahrhundert (1846), sorgespelen Maximilian Robespierre (1851) och Die Girondisten (1852), som hade en storartad framgång, skådespelen Ideal und Welt (1855), Auf der hohen Rast (1860) och Auf S:t Helena (1862) med mera.